# Amélie Despeaux
Amélie Despeaux (ur. 19 marca 1987 w Talence) – francuska kolarka BMX, dwukrotna medalistka mistrzostw świata.

## Kariera
Pierwszy sukces w karierze Amélie Despeaux osiągnęła w 2006 roku, kiedy zdobyła brązowy medal w konkurencji cruiser podczas mistrzostw świata w Victorii. W zawodach tych wyprzedziły ją jedynie Sarah Walker z Nowej Zelandii oraz Czeszka Aneta Hladíková. Na rozgrywanych rok później mistrzostwach w Taiyuan Francuzka była druga za swą rodaczką Magalie Pottier. Ponadto zajęła czwarte miejsce w wyścigu elite na mistrzostwach świata w Pietermaritzburgu w 2010 roku, w walce o podium lepsza okazała się Amerykanka Alise Post. Nie brała udziału w igrzyskach olimpijskich.